# Cruïlles, Monells i Sant Sadurní de l’Heura
Cruïlles, Monells i Sant Sadurní de l’Heura település Spanyolországban, Girona tartományban. Cruïlles, Monells i Sant Sadurní de l’Heura Calonge, Santa Cristina d'Aro, Madremanya, Corçà, La Bisbal d’Empordà, Forallac, Cassà de la Selva, Llambilles és Quart községekkel határos. Lakosainak száma 1329 fő (2024).

## Népesség
A település népessége az elmúlt években az alábbi módon változott:
| Lakosok száma | 1222 | 2173 | 1541 | 1382 | 1025 | 1201 | 1272 | 1284 | 1279 | 1329 |
|               | 1717 | 1887 | 1936 | 1960 | 1986 | 2004 | 2009 | 2014 | 2019 | 2024 |